# Калик, Денис Валерьевич
Денис Валерьевич Калик (род. 18 октября 1984, Гродно) — белорусский актёр театра и кино.

## Биография
Денис Калик окончил ГУ Гродненский колледж искусств в 2006 году по специальности ”Актерское мастерство" курс Г. Мушперта.
С 2006 года является актёром Гродненского областного драматического театра.

## Творчество

### Работы в театре
- «Завтра была война» — Пашка Остапчук Б. Васильев, реж. Г. Мушперт (2004)
- «Стеклянный зверинец» — Том Т. Уильямс, реж. К. Поцелуев (2005)
- «Тряпичная кукла» — Верблюд У. Гибсон, реж. Г. Мушперт (2006)
- «Раскиданное гнездо» — Дваровы чалавек Я.Купала, реж. А. Гарцуев (2006)
- «Золотая табакерка» — Змей Т. Ренгард, реж. А. Глотов (2006)
- «Голый король» — Министр Нежных чувств Е. Шварц, реж. Г. Мушперт (2007)
- «Сказ о скоморохе и царе Горохе» — Филимон М. Корабельник, реж. А. Глотов (2007)

### Фильмография
- 2008 — Застава Жилина